# Dumitru Ignat
Dumitru Ignat  (n. 4 octombrie 1942, Botoșani) este un poet român. Membru al Uniunii Scriitorilor din România.

## Biografie
Dumitru Ignat s-a născut pe data de 4 octombrie 1942, în orașul Botoșani. În 1974 absolvește Facultatea de Ziaristică din București. În perioada 1968-1971 lucrează ca redactor la cotidianul Clopotul. Este numit vicepreședinte al Comitetului județean de cultură și artă Botoșani, post pe care îl va păstra până în 1983, când devine director al Teatrului dramatic Mihai Eminescu. În perioada 1990-1997 lucrează la Gazeta de Botoșani ca publicist-comentator și director. Este un scriitor botoșănean.

## Debut
- 1967 - Publică poezie și proză în revistele: România literară, Luceafărul, Cronica,  Convorbiri literare, Ateneu, Caiete botoșănene

## Apariții editoriale
- Pe această liniște, poezie, Editura Junimea, 1978;
- Phoenix 1 km, proză fantastică, Editura Junimea, 1982;
- Prag, poezie, Editura Junimea, 1988;
- Calvarul deținuților anticomuniști botoșăneni. Mărturia supraviețuitorilor, Inspectoratul pentru cultură al Județului Botoșani, 1997;

- A mai publicat: monografii turistice (în colaborare); a scris scenarii prezentate de Teatrul „M. Eminescu” (1968, 1979, 1989), texte originale (O poveste, două, trei, cu roboți și roboței, premieră în 1998) și adaptări pentru teatrul de păpuși.